# ランドスケープデザイン
ランドスケープデザイン（Landscape Design）
1. ランドスケープ・アーキテクチュアのデザイン分野
2. マルモ出版[1]が定期発行しているランドスケープに関する専門雑誌『LANDSCAPE DESIGN』
3. 東京都港区赤坂に所在するランドスケープコンサルタント。本項で紹介。

株式会社ランドスケープデザインは、設計業務を主体とするランドスケープコンサルタント。造園設計事務所。

## 沿革
- 1999年4月、鹿島建設から分離独立

## 代表作品
- プラウドシティ東雲キャナルマークス[3]
- 福井市中央公園周辺再整備基本計画[4]
- ジュロン・レイク・ガーデンズ国立公園（シンガポール）[5]
- パークハビオ新宿イーストサイドタワー・ランドスケープ[6]
- 武蔵野市クリーンセンター
- 東京ミッドタウン日比谷（第18回　屋上・壁面緑化技術コンクール都市緑化機構会長賞：屋上緑化部門）
- 日比谷パークフロント（東京都千代田区）[7]
- 立命館大学BKCフロンティアアベニュー（2015年・滋賀県草津市）
- 猿倉山ビール醸造所（2018年・新潟県南魚沼市、日本空間デザイン賞を受賞）
- バウス武蔵境[8]
- 小松製作所大阪工場「コマツ里山」[9]（第3回みどりのまちづくり賞（愛称：大阪ランドスケープ賞）公益財団法人 国際花と緑の博覧会記念協会長賞受賞）
- 北京NUOホテル（中国北京市）[10]
- 「樂埔町」台北錦町日本官舎再生ランドスケープ（台湾台北市）[11]
- 二子玉川公園（東京都世田谷区）[12]